# Championnats du Bénin de cyclisme sur route
Les championnats du Bénin de cyclisme sur route sont les championnats nationaux de cyclisme sur route organisés par la Fédération béninoise de cyclisme.

## Podiums des championnats masculins

### Course en ligne
| Année | Vainqueur           | Deuxième           | Troisième           |
| ----- | ------------------- | ------------------ | ------------------- |
| 2010  | Aubierge Soglo      | Eugène Hansinon    | Augustin Amoussouvi |
| 2014  | Augustin Amoussouvi | Jacques Adelan     | Arnaud Tutuigan     |
| 2017  | Eric Ahouandjinou   | Bashiki Idrissou   | Robert Kpoha        |
| 2018  | Bashiki Idrissou    | Robert Kponha      | Augustin Amoussouvi |
| 2019  | Emmanuel Sagbo      | Bashiki Idrissou   | Romuald Oudji       |
| 2020  | Pas organisé        | Pas organisé       | Pas organisé        |
| 2021  | Bashiki Idrissou    | Romuald Soudji     | Illyassoum Tairou   |
| 2022  | Ricardo Sodjèdé     | Honoré Kinnouhezan | Zoukanairi Sidi     |
| 2023  | Emmanuel Sagbo      | Émile Houeto       | Zoukanairi Sidi     |
| 2024  | Ricardo Sodjèdé     | Rémi Sowou         | Zoukanaïri Sidi     |
| 2025  | Ricardo Sodjèdé     | Rémi Sowou         | Corneil Attai       |

Multi-titrés
- 3 : Ricardo Sodjèdé
- 2 : Bashiki Idrissou, Emmanuel Sagbo

### Contre-la-montre
| Année | Vainqueur           | Deuxième        | Troisième      |
| ----- | ------------------- | --------------- | -------------- |
| 2010  | Augustin Amoussouvi | Eugène Hansinon | Aubierge Soglo |
| 2021  | Bashiki Idrissou    | Rémi Sowou      | Robert Kponha  |
| 2022  | Ricardo Sodjèdé     | Rémi Sowou      | Romuald Soudji |
| 2023  | Rémi Sowou          | Emmanuel Sagbo  | Émile Houeto   |
| 2024  | Ricardo Sodjèdé     | Rémi Sowou      | Ezer Mensah    |
| 2025  | Ricardo Sodjèdé     | Ezer Mensah     | Émile Houeto   |

Multi-titrés
- 3 : Ricardo Sodjèdé

### Course en ligne espoirs
| Année | Vainqueur      | Deuxième      | Troisième         |
| ----- | -------------- | ------------- | ----------------- |
| 2023  | Romuald Soudji | Corneil Attai | Glorad Saïzonou   |
| 2024  | Corneil Attai  | Ted Tossavi   | Pascal Akovobahou |
| 2025  | Corneil Attai  | Ted Tossavi   | Glorad Saïzonou   |

### Contre-la-montre espoirs
| Année | Vainqueur       | Deuxième      | Troisième       |
| ----- | --------------- | ------------- | --------------- |
| 2023  | Romuald Soudji  | Corneil Attai | Glorad Saïzonou |
| 2024  | Glorad Saïzonou | Corneil Attai | Ted Tossavi     |
| 2025  | Glorad Saïzonou | Corneil Attai | Ted Tossavi     |

### Course en ligne juniors
| Année | Vainqueur       | Deuxième        | Troisième         |
| ----- | --------------- | --------------- | ----------------- |
| 2022  | Glorad Saïzonou | Exodus Saïzonou | Modeste Yetongnon |
| 2023  | Exodus Saïzonou | Charbel Gandaho |                   |
| 2024  | Exodus Saïzonou | Charbel Gandaho | Marcellin Hounyè  |
| 2025  | Exodus Saïzonou | Clément Akiyo   | Odilon Godonou    |

### Contre-la-montre juniors
| Année | Vainqueur       | Deuxième        | Troisième      |
| ----- | --------------- | --------------- | -------------- |
| 2023  | Exodus Saïzonou | Charbel Gandaho |                |
| 2024  | Exodus Saïzonou | Charbel Gandaho | Odilon Godonou |
| 2025  | Exodus Saïzonou | Odilon Godonou  | Clément Akiyo  |

## Podiums des championnats masculins

### Course en ligne
| Année | Vainqueur               | Deuxième                | Troisième             |
| ----- | ----------------------- | ----------------------- | --------------------- |
| 2017  | Chantal Vidognonlonhoué | Josiane Vidognonlonhoué |                       |
| 2018  | Chantal Vidognonlonhoué | Josiane Vidognonlonhoué | Faridath Ahouandjinou |
| 2019  | Chantal Vidognonlonhoué | Josiane Vidognonlonhoué | Faridath Ahouandjinou |
| 2020  | Pas organisé            | Pas organisé            | Pas organisé          |
| 2021  | Yvette Vidognonlonhoué  |                         |                       |
| 2022  | Chantal Vidognonlonhoué | Josiane Vidognonlonhoué | Charlotte Metoevi     |
| 2023  | Hermione Ahouissou      |                         |                       |
| 2024  | Hermione Ahouissou      | Raimatou Kpovihouede    |                       |
| 2025  | Hermione Ahouissou      | Raimatou Kpovihouede    |                       |

Multi-titrées
- 4 : Chantal Vidognonlonhoué
- 3 : Hermione Ahouissou

### Contre-la-montre
| Année | Vainqueur           | Deuxième            | Troisième |
| ----- | ------------------- | ------------------- | --------- |
| 2023  | Hermione Ahouissou  |                     |           |
| 2024  | Raimath Kpovihouède | Hermione Ahouissou  |           |
| 2025  | Hermione Ahouissou  | Raimath Kpovihouède |           |

### Course en ligne espoirs
| Année | Vainqueur         | Deuxième        | Troisième          |
| ----- | ----------------- | --------------- | ------------------ |
| 2024  | Charlotte Métoévi | Vanette Houssou | Estelle Agossounon |
| 2025  | Charlotte Métoévi | Vanette Houssou | Pierrette Dossa    |

### Contre-la-montre espoirs
| Année | Vainqueur         | Deuxième             | Troisième       |
| ----- | ----------------- | -------------------- | --------------- |
| 2023  | Charlotte Métoévi | Raimatou Kpovihouède |                 |
| 2025  | Charlotte Métoévi | Vanette Houssou      | Pierrette Dossa |

### Course en ligne juniors
| Année | Vainqueur            | Deuxième                 | Troisième                |
| ----- | -------------------- | ------------------------ | ------------------------ |
| 2024  | Georgette Vignonfodo | Aurelle Jéhovanie Djouda | Gilberte Gbenou          |
| 2025  | Georgette Vignonfodo | Melvina Tankpinou        | Aurelle Jéhovanie Djouda |

### Contre-la-montre juniors
| Année | Vainqueur            | Deuxième                 | Troisième                |
| ----- | -------------------- | ------------------------ | ------------------------ |
| 2024  | Georgette Vignonfodo | Aurelle Jéhovanie Djouda | Gilberte Gbenou          |
| 2025  | Georgette Vignonfodo | Melvina Tankpinou        | Aurelle Jéhovanie Djouda |